# یواس‌اس دنیس جی باکلی (دی‌دی-۸۰۸)
یواس‌اس دنیس جی باکلی (دی‌دی-۸۰۸) (به انگلیسی: USS Dennis J. Buckley (DD-808)) یک کشتی بود که طول آن ۳۹۰ فوت ۶ اینچ (۱۱۹٫۰۲ متر) بود. این کشتی در سال ۱۹۴۵ ساخته شد.